# Teorías conspirativas sobre los OMG
Las teorías conspirativas sobre los OMG son teorías conspirativas relacionadas con la producción y venta de cultivos y alimentos modificados genéticamente (también denominados organismos modificados genéticamente u "OMG"). Estas teorías conspirativas incluyen afirmaciones de que las empresas agrícolas, especialmente Monsanto, han suprimido datos que demuestran que los OMG causan daños, provocan deliberadamente escasez de alimentos para promover el uso de alimentos modificados genéticamente, o han cooptado a organismos gubernamentales como la Administración de Alimentos y Medicamentos de Estados Unidos o sociedades científicas como la Asociación Estadounidense para el Avance de la Ciencia. Los críticos denuncian que las teorías conspirativas sobre los OMG son promulgadas en gran medida por quienes se oponen a su producción y venta, y últimamente se han dado casos de teorías conspirativas infundadas en el contexto de cuestiones de salud pública que en su mayoría no están relacionadas con los OMG, como el brote del virus del Zika de 2015-16 y la preocupación por la seguridad alimentaria de Chipotle Mexican Grill.

## Contexto
La existencia de teorías conspirativas relacionadas con el miedo a los OMG ha sido atestiguada por científicos, periodistas y escépticos que se oponen a gran parte del activismo contra los OMG. Entre ellos se encuentran Michael Shermer (autor de una serie de columnas escépticas mensuales para Scientific American), Mark Lynas (activista medioambiental y escritor que se opuso a los OMG durante años y recientemente ha cambiado de postura) y Jon Entine (fundador y director de una organización de defensa dedicada a defender la ingeniería genética en la agricultura y la biotecnología). Los académicos que escriben sobre bioética y comunicación científica también han tomado nota. Un artículo publicado en 2013 en la revista PLOS ONE halló pruebas estadísticas que relacionaban la ideación de teorías conspirativas como un factor significativo en el rechazo de las propuestas científicas sobre los alimentos modificados genéticamente. El bioquímico Paul Christou y el horticultor Harry Klee identificaron una teoría de la conspiración de los OMG según la cual el desarrollo y la promoción de los OMG fueron realizados por empresas de plaguicidas para que los cultivos fueran más vulnerables a las plagas y, por tanto, necesitaran más plaguicidas, mientras que el filósofo Juha Räikkä identificó una teoría de la conspiración según la cual la falta de pruebas científicas fiables que demuestren los efectos nocivos de los OMG no se debe a la falta de pruebas, sino a una conspiración para ocultarlas.
Las teorías de la conspiración en torno a los OMG y sus promotores se han invocado en diversos contextos. Por ejemplo, al comentar el asunto Séralini, un incidente que supuso la retractación de un artículo muy criticado en el que se afirmaban los efectos nocivos de los OMG en ratas de laboratorio, el biólogo estadounidense PZ Myers dijo que los activistas anti OMG afirmaban que la retractación formaba parte de "una conspiración para Ocultar la Verdad™". Un trabajo que trataba de explorar la percepción del riesgo sobre los OMG en Turquía identificó la creencia entre las figuras políticas y religiosas conservadoras que se oponían a los OMG de que éstos eran "una conspiración de las empresas multinacionales judías e Israel para dominar el mundo", mientras que un estudio letón mostraba que un segmento de la población de ese país creía que los OMG formaban parte de una teoría de conspiración para envenenar a la población del país.

Un estudio de los recursos retóricos de los medios de comunicación utilizados en Hunan (China) reveló que los artículos periodísticos que se oponían a los ensayos del arroz dorado promovían teorías conspirativas "incluida la opinión de que Occidente estaba utilizando la ingeniería genética para establecer un control mundial sobre la agricultura y que los productos modificados genéticamente eran instrumentos para el genocidio". Del mismo modo, un estudio de la retórica utilizada en los debates de política pública sobre los alimentos modificados genéticamente en Ghana demostró que las teorías de la conspiración eran una característica de la oposición de la sociedad civil a los OMG:
El gobierno y los científicos negaban la afirmación de que los OMG fueran discriminatorios y supusieran un riesgo significativo para la salud humana, así como el llamamiento a la acción para hacer algo con respecto a los OMG. La sociedad civil adaptó la retórica contraria de la falta de sinceridad, afirmando que los científicos tenían algún tipo de "agenda oculta" detrás de su afirmación, como el afán de sólo ganar dinero con sus patentes sobre OMG. Es imperativo que la comunicación sobre los OMG incluya los supuestos subyacentes, las incertidumbres y las probabilidades asociadas tanto al mejor como al peor de los escenarios. Esta es una condición necesaria para minimizar la desinformación sobre los OMG, pero puede ser insuficiente para borrar por completo las teorías conspirativas de las mentes de la gente, especialmente cuando se percibe que los científicos y el gobierno están predispuestos a favor de las empresas multinacionales que están ostensiblemente preocupadas por obtener beneficios.
La crítica social Margit Stange contextualizó ciertos argumentos adoptados por los teóricos de la conspiración de los OMG como parte de la controversia más amplia que rodea el tema:
El impulso empresarial a los alimentos modificados genéticamente despierta grandes recelos. Los críticos denuncian que los alimentos modificados genéticamente ("Frankenfood") son rentables para la industria no sólo porque pueden patentarse, sino porque la uniformidad de los cultivos acabará aumentando la demanda de pesticidas. La acusación de que los grandes intereses alimentarios se aprovechan de la pobreza para abrir nuevos mercados a los alimentos transgénicos es reafirmada por los teóricos de la conspiración, que describen una creación macroeconómica deliberada de escasez de alimentos en las naciones empobrecidas para abrir la puerta a los alimentos transgénicos. La oposición de la industria alimentaria al etiquetado de los alimentos transgénicos y a las medidas de precaución alimenta estas sospechas.
De esta opinión se hicieron eco el bioético Michael Reiss y el filósofo moral Roger Straughan, quienes explican en su libro Improving Nature? The Science and Ethics of Genetic Engineering que el temor a la consolidación del poder de unas pocas empresas agroquímicas sobre los agricultores es uno de los principales argumentos contra la nueva tecnología de ingeniería genética en la agricultura: "En su extremo, este temor pertenece al género de la teoría de la conspiración y, caricaturizándolo un poco, imagina a agricultores impotentes obligados a pagar cantidades cada vez mayores a empresas internacionales anónimas que se benefician del coste de las semillas de los cultivos y del coste de los herbicidas utilizados para fumigarlos".

Los profesores de ciencias políticas Joseph Uscinski y Joseph M. Parent, en su libro American Conspiracy Theories (Teorías conspirativas americanas), resumían así las personas que han adoptado las teorías conspirativas sobre los OMG:
Otro movimiento conspirativo prototípico es el de quienes se oponen a los organismos modificados genéticamente (OMG), en esencia una protesta contra la ingeniería genética de los alimentos. No todos los que se oponen a los OMG son teóricos de la conspiración: personas razonables pueden discrepar sobre la investigación y no ver a pequeños grupos de personas trabajando encubiertamente contra el bien común. Pero la mayoría de los miembros visibles y ruidosos de este movimiento son teóricos de la conspiración. Creen que los alimentos modificados genéticamente son un complot empresarial, dirigido por la gigantesca multinacional Monsanto, para lucrarse con alimentos insalubres.
Uscinski, escribiendo para Politico en el contexto de las elecciones presidenciales de 2016 en Estados Unidos, identificó las teorías de la conspiración de los OMG como una de las "menciones honoríficas" añadidas a su lista de las "cinco teorías de la conspiración más peligrosas de 2016". Señaló específicamente a los candidatos Bernie Sanders y Jill Stein como promulgadores. Michael Shermer y Pat Linse, escribiendo para la revista Skeptic, especifican que en términos de ideología política, "las teorías de la conspiración de los OMG son adoptadas principalmente por los de la izquierda".
Los estudiosos han identificado formas en que Internet ha ayudado a la proliferación y conexión entre las teorías de conspiración, incluidas las relacionadas con los OMG. Por ejemplo, los informáticos Tanushree Mitra y Mattia Samory descubrieron en un estudio de 2018 que "[to]pics [como] "big pharma", "vaccines" y "GMO", por ejemplo, denuncian la corrupción de los servicios sanitarios al tiempo que promueven las virtudes de un estilo de vida "natural"." MIT Technology Review informó en febrero de 2018 que las campañas de desinformación respaldadas por Rusia estaban sembrando la confusión pública sobre los OMG mediante la promoción de teorías conspirativas.

## Monsanto
Un aspecto importante de muchas teorías conspirativas es el temor a que las grandes empresas agrícolas, especialmente Monsanto, estén trabajando para socavar la salud y la seguridad del público en general mediante la introducción y promoción de OMG en el suministro de alimentos.Una de las afirmaciones es que Monsanto oculta deliberadamente pruebas científicas de que los OMG son perjudiciales. Algunos activistas anti-OMG afirmaron que Monsanto se ha infiltrado tanto en la Administración Estadounidense de Drogas y Alimentos (FDA) como en la Asociación Estadounidense para el Avance de la Ciencia, razón por la cual las dos organizaciones han respaldado la evidencia científica de la seguridad de los alimentos transgénicos disponibles para el consumo humano. En el libro American Conspiracy Theories, Jeffrey M. Smith sostiene que Monsanto ha capturado a la FDA y a muchos otros países. En el compendio Controversias agrícolas y alimentarias, los autores, que son científicos sociales y especialistas en alimentación, remontan la teoría de la conspiración relacionada en particular con Monsanto a acontecimientos de principios de los años noventa:
Hay algunos científicos disidentes bien cualificados y un grupo motivado de activistas alimentarios detrás de ellos, que se oponen a los alimentos modificados genéticamente. Creen que un cultivo modificado genéticamente no es sustancialmente equivalente a los cultivos tradicionales. Además, creen que la FDA sigue la norma de equivalencia sustancial no por la ciencia, sino porque la FDA ha sido corrompida por la influencia corporativa. No es una creencia que compartan los autores, pero hay personas inteligentes y de gran reputación que sí creen en esta teoría de la conspiración, y su versión de la historia merece ser escuchada.

 En El mundo según Monsanto, la autora Marie-Monique Robin describe cómo la equivalencia sustancial comenzó con una declaración política de 1992 de la FDA bajo la dirección de un antiguo abogado de Monsanto, quien, después de trabajar en la FDA, regresó a Monsanto como vicepresidente. Su historia sugiere que las regulaciones sobre transgénicos fueron el producto de un sistema de puertas giratorias en el que los reguladores son antiguos y/o futuros empleados de la empresa regulada (nótese que algunos argumentan que Monsanto quería un exceso de regulaciones para mantener alejados a los competidores, pero esa no es la historia de Robin). No es difícil imaginar a una empresa recompensando a los reguladores indulgentes con un buen trabajo, y los activistas alimentarios tienen sitios web que enumeran a poderosos funcionarios del gobierno y su relación con Monsanto y otras corporaciones. Si esto suena a teoría de la conspiración (término que no pretende ser un eufemismo), lo es.
La creencia de que Monsanto es particularmente problemática ha inspirado acciones como la Marcha contra Monsanto y la singularización de Monsanto sobre otras empresas agrícolas como DuPont, Syngenta, Dow, BASF y Bayer, y se ha identificado como una característica sobresaliente del activismo anti-OMG.
Un ejemplo de teorización conspirativa basada en Monsanto fueron las afirmaciones de algunos activistas anti-OMG de que Monsanto prohibía los OMG en sus cafeterías mientras los promocionaba para su venta y consumo por el público. Barbara H. Peterson, bloguera antiOGM/chemtrail, funcionaria de prisiones y ganadera jubilada, se quejó de que Monsanto "ha pintado a quienes intentamos arrojar luz sobre los peligros de los organismos modificados genéticamente (OMG) como 'teóricos de la conspiración' ....". A continuación, atacó la sugerencia de Monsanto de que el sabotaje podría ser una posible explicación para el descubrimiento de unas pocas plantas de trigo transgénico experimental que crecían inexplicablemente en una granja de Oregón, calificándola ella misma de teoría de la conspiración.

### Bulo sobre el cannabis modificado genéticamente
Bulo de internet de 2015 que pretendía demostrar que Monsanto estaba creando cannabis modificado genéticamente para suministrarlo a la industria cannábica. El engaño fue creado por el sitio web satírico de noticias falsas World News Daily Report el 9 de abril de 2015. Monsanto creó un  "desmentido permanente"  del bulo en su página web "Mitos sobre Monsanto", y tuiteó un descargo de responsabilidad antes de la festividad del 420 en 2016, y el 20 de abril de 2017, tuiteó nuevamente "Feliz 4- 20 Es hora de nuestro recordatorio anual: Monsanto no ha trabajado ni está trabajando en la marihuana transgénica".

## virus Zika
En enero de 2016, la preocupación por un brote del virus del Zika fue acompañada de afirmaciones publicadas por primera vez en Reddit de que el virus estaba siendo propagado por un mosquito modificado genéticamente. Los temores se basaban en parte en una nueva iniciativa de reducción de mosquitos dirigida por Oxitec: los mosquitos macho (que no pican) se modifican genéticamente para que sean estériles y se liberan para que se apareen con las hembras, con lo que no tienen descendencia, reduciendo así la población de mosquitos Aedes aegypti que propagan enfermedades tropicales como el Zika. El sitio web snopes.com calificó estas afirmaciones de "no probadas".

## Seguridad alimentaria en Chipotle
En el contexto de las continuas preocupaciones sobre la seguridad alimentaria en Chipotle Mexican Grill, algunos comentaristas han insinuado que los brotes de enfermedades transmitidas por los alimentos fueron sabotajes llevados a cabo por la industria biotecnológica en represalia por la eliminación de los OMG de su menú. El sitio web snopes.com calificó estas afirmaciones de "no probadas".

## Crítica ética
En Scholars & Rogues, una revista política progresista en línea, David Lambert, funcionario de programas de desarrollo para las Naciones Unidas, comparó las teorías conspirativas apoyadas por algunos en el movimiento anti-OGM con las apoyadas en el movimiento antivacunación,
Al igual que las enfermedades infantiles evitables, la malnutrición es otro gran fracaso moral de nuestro tiempo. OMG como el arroz dorado -arroz modificado para contener altos niveles de betacaroteno con el fin de compensar la deficiencia de vitamina A que mata a cientos de miles de niños en todo el mundo y ciega a muchos más cada año- y cultivos resistentes a la sequía, que serán cada vez más vitales en el sur global debido al cambio climático, tienen un gran potencial para ayudar a aquellos que no compran en Whole Foods. Pero el progreso real se ha visto obstaculizado por los paranoicos y los desinformados, que claman que los OMG, que biológicamente no son diferentes de los alimentos "naturales", son de alguna manera venenosos. Detrás de todo esto está, por supuesto, una corporación malvada: Monsanto.
Con una crítica similar, Kavin Senapathy, escritor y conferenciante independiente que ofrece editoriales desde la perspectiva del movimiento escéptico, escribió para Forbes que
Ambos [los movimientos antivacunas y antitransgénicos] citan estudios científicos escogidos, desacreditados y retractados, como el estudio de Andrew Wakefield de 1998 que relaciona la vacuna triple vírica con el autismo, y el estudio de Gilles-Éric Séralini de 2012 con ratas que relaciona los cultivos transgénicos con el cáncer, mientras ignoran la gran cantidad de pruebas en su contra.....

 Y ambos conducen a la injusticia....Puede parecer que seguramente el movimiento anti-OMG es benigno aunque equivocado, inocuo comparado con las atrocidades anti-vacunas. Puede parecer que todo se reduce a unas inofensivas etiquetas de no OGM en los productos de alimentación. Pero resulta que hay un coste humano.

 El mismo movimiento que impulsa a los comerciantes a abastecerse de ingredientes no modificados genéticamente también influye en los organismos reguladores de todo el mundo. Los cultivos se retiran de regiones africanas donde la sequía es una de las principales causas de la malnutrición, y los investigadores de Tanzania se ven obligados a quemar campos de maíz tolerante a la sequía antes que alimentar a niños hambrientos. Los cultivos resistentes a las enfermedades languidecen debido a normas ideológicas, y los plátanos resistentes a la marchitez por xanthomonas -que amenaza la seguridad alimentaria en Uganda y África oriental, donde es un cultivo básico- se ocultan a los agricultores y a las personas que los necesitan .....
El filósofo Giovanni Tagliabue argumentó que los promotores de las teorías de la conspiración de los OMG estaban siendo aprovechados por intereses corporativos contrarios al medio ambiente:
Esta cosmovisión ideológica y política anticorporativa, aunque a veces casi paranoica, es legítima. Sin embargo, aunque no discuto si esta actitud es buena o mala, correcta o incorrecta, sostengo que la declarada lucha antiindustrial en el campo de las biotecnologías verdes no sólo no da en el supuesto blanco, sino que beneficia y apoya a una parte de la industria cuyos productos tienen un impacto medioambiental más fuerte que los cultivares de ADNr; además, y lo que es más importante, oponerse a los OMG genera fuertes daños colaterales a la ciencia pública, al progreso agrícola y a los pobres.